# Harris W. Hollis
El teniente general Harris Whitton Hollis (25 de junio de 1919 - 21 de marzo de 1999) fue un oficial del ejército de los Estados Unidos que sirvió en la Segunda Guerra Mundial y la Guerra de Vietnam.

## Primeros años
Hollis nació en Richburg, Carolina del Sur. Se graduó de Oakley Hall High School en 1936 y de Universidad Clemson en 1942.

## Carrera militar
Fue comisionado como segundo teniente de infantería en la Reserva del Ejército.
Durante la Segunda Guerra Mundial estuvo al mando de la Compañía C, 326.º Regimiento de Infantería de Planeadores. Vio acción en el sur de Francia y Renania. Se integró en el ejército regular en 1947. Asistió al Curso Avanzado de Oficiales en la Escuela de Infantería en 1948 y se trasladó al Comando del Lejano Oriente en 1949, donde sirvió en las actividades de inteligencia del GHQ, Comando del Lejano Oriente.
Regresó a los Estados Unidos en 1952 y asistió al Command and General Staff College en Fort Leavenworth. Desde 1953 hasta julio de 1956 se desempeñó como oficial de estado mayor en la Dirección de Planes Estratégicos, Oficina del Subjefe de Estado Mayor para Operaciones Militares, Cuartel General, Departamento del Ejército.
Durante finales de 1956 y 1957 sirvió en Corea del Sur primero como Oficial Ejecutivo del Regimiento y luego como Comandante del 1er Batallón, 19.º Regimiento de Infantería.
En 1958 asistió a la Escuela de Estado Mayor de las Fuerzas Armadas en Norfolk, Virginia. De allí fue asignado como Asistente Militar al Subsecretario del Ejército y posteriormente en 1961 en la misma capacidad al Subsecretario del Ejército. Asistió al curso 1961-2 en Guerra Naval en el Naval War College en Newport, Rhode Island. En agosto de 1962 fue destinado al Ejército de los Estados Unidos en Europa (USAREUR), donde trabajó en la división de operaciones del cuartel general. De septiembre de 1963 a mayo de 1965 estuvo al mando de la 2.ª Brigada de la 3.ª División de Infantería. En mayo de 1965 se incorporó al cuartel general del VII Cuerpo como Subjefe de Estado Mayor, G-3.
Al regresar a los Estados Unidos en marzo de 1966, fue asignado como Subdirector de Preparación, Oficina del Subjefe de Estado Mayor para Operaciones y en junio de 1967 asumió sus funciones como Director de Operaciones.
En noviembre de 1968 se convirtió en vicecomandante general de la I Fuerza de ventas de Vietnam y el 2 de abril de 1969 asumió el mando de la 9.ª División de Infantería. Tras el redespliegue de la 9.a División de Infantería de Vietnam del Sur, asumió el mando de la 25.a División de Infantería en septiembre de 1969.
El 20 de abril de 1970 se incorporó a la Sede Central, USAREUR, como Subjefe de Estado Mayor, Personal. El 1 de octubre de 1971 se convirtió en Jefe de la Oficina de Componentes de Reserva del Departamento del Ejército.

## Vida posterior
Está enterrado en el Cementerio Nacional de Arlington.

## Condecoraciones
Sus condecoraciones incluyeron la Medalla por Servicio Distinguido del Ejército, Legión de Mérito, Cruz de Vuelo Distinguido, Estrella de Bronce y Medalla de Aire (12).